# بخش دهفری
بخش دهفری یکی از بخش‌های شهرستان فریدون‌کنار در استان مازندران ایران است.
این بخش در جنوب شهرستان فریدون کنار قرار دارد. بخش دهفری متشکل از ۹ روستای ازباران، بنه کنار، نوایی محله علیا، نوایی محله سفلی، کاردگرمحله، شیرمحله، کوچک بیشه محله و شهرک فرزادشهر می‌باشد.

## براساسسرشماری مرکز آمار ایراندر سال ۱۳۹۰، جمعیت بخش دهفری ۱۳۱۶۶ نفر بوده‌است.[۱]
| نام روستا       | جمعیت           |
| --------------- | --------------- |
| شیرا            | ۵۱۲ نفر         |
| مهلبان          | ۱۷۸۰ نفر        |
| بنه کنار        | ۱۳۰۵ نفر        |
| ازباران         | ۲۷۱۹ نفر        |
| کاردگرمحله      | ۲۴۶۵ نفر        |
| شیرمحله         | ۱۰۴۷ نفر        |
| نوایی محله سفلی | ۱۲۷ نفر         |
| نوایی محله علیا | ۹۷۲ نفر         |
| کوچک بیشه محله  | ۹۳۱ نفر         |
| فرزادشهر        | ۴۴۴ نفر         |
| جمعیت کل        | حدودا ۱۳۰۰۰ نفر |

## جاذبه‌های گردشگری
- آببندان
- دوما
- جنگل
- شالیزار
- تالاب بین‌المللی ازباران
- تالاب قو و پرندگان وحشی
- امامزاده عبداله (ع)
- امامزاده قاسم (ع)
- امامزاده آقاسیدرضا (ع)
- امامزاده غریب زاده

## بخشداران دهفری
| ردیف | نام بخشدار                | دوران تصدی    |
| ---- | ------------------------- | ------------- |
| ۱    | محمدعلی آزادی             | ۱۳۸۷ الی ۱۳۸۹ |
| ۲    | ولی فضلی مقصودی           | ۱۳۸۹ الی ۱۳۹۳ |
| ۳    | محمدمهدی نصیری            | ۱۳۹۳ الی ۱۳۹۵ |
| ۴    | جواد مولایی قرا           | ۱۳۹۵ الی ۱۳۹۷ |
| ۵    | محمدعلی رحمانزاده فریدونی | ۱۳۹۷ تاکنون   |

## تقسیمات کشوری
بخش دهفری از دو دهستان تشکیل شده‌است:
- دهستان امامزاده عبدالله شمالی
- دهستان امامزاده عبدالله جنوبی

شهرها:آستانه نو